# Covăcița
Covăcița (în sârbă Kovačica, cu alfabetul chirilic: Ковачица, în maghiară Antalfalva, în germană Kowatschitza) este o localitate în districtul Banatul de Sud din Voivodina, (Serbia). Are o populație de 27.890 locuitori. Dintre aceștia 1.950 sunt de etnie română (6,99%). 
Vezi și: Localități din Voivodina cu comunități importante de români